# Ejército Nacional Albanés
El Ejército Nacional Albanés (AKSH del albanés en albanés: Armata Kombëtare Shqiptare) es una organización terrorista albanesa que opera en Macedonia del Norte, Serbia y Kosovo. El grupo se opone a los Acuerdos de Ohrid que puso fin a la insurgencia del 2001 en Macedonia entre miembros del Ejército de Liberación Nacional y las fuerzas de seguridad macedonias.

## Historia

### El ENA durante elconflicto del 2001
Formado en el año de 2001, en Macedonia y, en 2003, la UNMIK la declaró organización terrorista. La organización está asociada con FBKSh (Frente Nacional para la Reunificación de los Albaneses), su ala política FBKSh (Frente Nacional para la Reunificación de los Albaneses), siendo su ala política. El 14 de agosto, después de que el personal de mantenimiento de la paz detuviera a 16 miembros del Ejército Nacional de Albania (ANA) que intentaban cruzar la frontera entre Kosovo y Macedonia cerca de la aldea de Gorance, Distrito de Uroševac, Kosovo. Dos hombres no identificados abrieron fuego contra el grupo de pacificadores polacos y ucranianos. Soldados de la KFOR. Nadie resultó herido en el intercambio de disparos. El 17 de noviembre del mismo año, militantes atacaron un puesto de control policial cerca de la aldea de Preljubiste, cerca de la ciudad de Tetovo. El Ejército Nacional de Albania (ANA) se atribuyó la responsabilidad del incidente, que no causó heridos.

### Después de la insurgencia
El 26 de agosto Safet Beluli, Selam Selmai, Bejtulla Ramadani y Alil Uselni del Ejército Nacional de Albania (ANA) dispararon y mataron a dos policías macedonios desde un vehículo en Gostivar, Macedonia. Diez personas fueron arrestadas en relación con el ataque. Aunque se sabía que los perpetradores eran parte del Ejército Nacional de Albania (ANA), el grupo nunca se atribuyó la responsabilidad del ataque.
El 14 de febrero del 2003 una bomba explotó en el Tribunal de Primera Instancia de Struga, municipio de Struga, Macedonia. El Ejército Nacional de Albania (ANA) se atribuyó la responsabilidad de la explosión; declararon que la "Unidad especial de Skenderbeg" colocó el dispositivo en el juzgado. El comunicado de prensa de su sitio web decía que el ataque se produjo en respuesta a la detención injustificada de albaneses; la ANA afirmó que se detenía a los albaneses simplemente por su origen. Se detuvo a cinco sospechosos para interrogarlos; uno permaneció bajo custodia bajo sospecha de participación. La ANA apareció en Kosovo en 2003, donde el 7 de marzo, dos miembros que intentaban detonar una bomba fueron asesinados a tiros por la policía serbia. En 2007, las estaciones de televisión de Kosovo transmitieron un video en el que se mostraba a una banda de personas enmascaradas y de brazos medios interceptando automóviles. El 17 de mayo del mismo año un grupo que se identifico como"Ejército Nacional Albanés" clamo responsabilidad de un ataque a tiros contra una base militar en la ciudad de Tetovo. En el ataque se dispararon varias granadas propulsadas por cohetes contra la guarnición, aunque a pesar de esto no se informó de víctimas en el incidente.
El 23 de septiembre del 2003, un vehículo militar serbio fue blanco de un ataque cerca de la localidad sureña de Dobrosin, Bujanovac. Dos oficiales resultaron heridos y otros dos soldados también. Más tarde, el Ejército Nacional de Albania se atribuyó la responsabilidad en un mensaje en el sitio web del grupo. En octubre de 2007, la unidad declaró que tomaría el enclave serbio del norte de Kosovo por la fuerza si la Fuerza de Protección de Kosovo no lo ocupaba antes del 1 de noviembre de 2007. La ANA ha afirmado que está patrullando el norte de Kosovo para evitar incursiones de la Guardia Czar Lazar. El 14 de agosto del 2001 después de que el personal de mantenimiento de la paz detuviera a 16 miembros del Ejército Nacional de Albania (ANA) que intentaban cruzar la frontera entre Kosovo y Macedonia cerca de la aldea de Gorance en Kosovo en la República Federativa de Yugoslavia (RFY), dos hombres no identificados abrieron fuego contra el grupo de polacos y ucranianos. Soldados de la KFOR. Nadie resultó herido en el intercambio de disparos.
A principios de noviembre de 2007, los insurgentes del ANA bajo el nombre de  "Cuerpo Asesor Político del Ejército de Liberación de Kosovo" sufrieron una operación militar menor, denominada Operación Tormenta de montaña por las fuerzas armadas macedonias en el noroeste de Macedonia. Según las autoridades macedonias; seis miembros del ANA murieron. El 13 de noviembre de 2007, se transmitió al público un video de una entrevista exclusiva con un líder de la ANA que patrullaba en las áreas abiertas del norte de Kosovo, reclutando a 20 nuevos hombres. El líder declaró que ANA tiene 12.000 hombres en total y ha llamado a la población kosovar a boicotear las elecciones Kosovares del 2007.
La ANA habría cometido un ataque el 29 de abril de 2010 en la frontera entre Kosovo y la República de Macedonia del Norte, en el que resultó muerto un policía macedonio. En la escaramuza, un combatiente de ANA resultó herido. En marzo del 2012 el ANA mando varios mails a periódicos y sitios web de noticias como Balkan Insight, donde el mensaje anunciaba una reestructuración del grupo, esto para "proteger Kosovo" y evitar "otra invasión Serbia". Según autoridades macedonias, miembros de la ANA se ha refugiado en Suiza tratando de reagrupar tanto la parte política del movimiento pro-albanés, como la rama militar.
En 2015 el grupo ha sido eliminado de la lista de grupos terroristas según la EUROPOL. A pesar de esto en 2016 milicianos albaneses que se presentaban como la "21a Brigada" publicaron un video en donde mostraban sus armas y amenazaban con movilizarse por el norte de Albania y el Valle del Presevo. También mencionaron que contaban con apoyo de la población y contar con centenares de hombres, y que la reaparición de ANA se produjo "debido a la preocupación por los acontecimientos en la tierra albanesa, en el 13° aniversario de su ataque terrorista en un puente de ferrocarril en Loziste".